# Saison 10 d'American Dad!
Chronologie
Saison 9 Saison 11
La dixième saison d'American Dad! a été diffusée pour la première fois aux États-Unis par la Fox entre le 29 septembre 2013 et le 18 mai 2014, elle est composée de vingt épisodes.

En France, elle a été diffusée pour la première fois à la télévision sur NRJ 12.

## Épisodes
| № | #  | Titre | Réalisation                    | Scénario                      | Première diffusion | Code de prod. | Audience |
| --- | -- | --- | ------------------------------ | ----------------------------- | ------------------ | ------------- | -------- |
| 153 | 1  | Éprouvante éprouvette (L'éprouvante aventure scientifique de Steve et Snot) Steve & Snot's Test-Tubular Adventure | Joe Daniello                   | Jordan Blum et Parker Deay    | 29 septembre 2013  | 8AJN01        | 4,32     |
| Steve et Snot veulent à tout prix trouver une partenaire pour le bal de promo. Stan se retrouve à garder le dodo cloné de la CIA...             |    | |                                |                               |                    |               |          |
| 154 | 2  | Poltergasme Poltergasm                                                                                            | Pam Cooke et Valerie Fletcher  | Matt McKenna                  | 6 octobre 2013     | 8AJN02        | 4,47     |
| Pendant que Klauss part en week-end, les Smith s'aperçoivent qu'un fantôme hante leur maison...                                                 |    | |                                |                               |                    |               |          |
| 155 | 3  | Qui va à la chasse... (L’homme sauvage) Buck, Wild                                                                | Josue Cervantes                | Brett Cawley et Robert Maitia | 3 novembre 2013    | 8AJN05        | 3,75     |
| Steve veut accompagner Stan à la chasse pour lui prouver qu'il est un homme...                                                                  |    | |                                |                               |                    |               |          |
| 156 | 4  | Petits vols en famille (Le vol du siècle) Crotchwalkers                                                           | Tim Parsons et Jennifer Graves | Dan Vebber                    | 10 novembre 2013   | 8AJN03        | 3,55     |
| Steve et Francine vont se découvrir une activité commune assez inhabituelle. Stan est contraint de rester à domicile après un petit incident... |    | |                                |                               |                    |               |          |
| 157 | 5  | Des parents pas marrants (Dinde farcie à la Kung Pao) Kung Pao Turkey                                             | Rodney Clouden                 | Erik Richter                  | 24 novembre 2013   | 8AJN07        | 3,86     |
| L'arrivée des parents de Francine pour Thanksgiving ne plait pas du tout à Stan, qui avait prévu de suivre le football à la télé...             |    | |                                |                               |                    |               |          |
| 158 | 6  | Amitiges (Film indépendant) Independent Movie                                                                     | Shawn Murray                   | Judah Miller                  | 1er décembre 2013  | 8AJN04        | 3,50     |
| Steve, Snot, Toshi et Barry se préparent pour la convention Lego jusqu'à ce que Snot apprenne une terrible nouvelle...                          |    | |                                |                               |                    |               |          |
| 159 | 7  | Faux et usage de faux (Faux airs de faussaire) Faking Bad                                                         | Jansen Yee                     | John Unholz                   | 8 décembre 2013    | 8AJN08        | 4,36     |
| Hayley va utiliser le talent de Steve pour la falsification de papiers d'identité afin de pouvoir sortir avec d'anciennes amies...              |    | |                                |                               |                    |               |          |
| 160 | 8  | Le démon du réveillon (Krampus, le ménestrel) Minstrel Krampus                                                    | Josue Cervantes                | Murray Miller et Judah Miller | 15 décembre 2013   | 7AJN19        | 5,00     |
| Le traditionnel épisode de Noël : Stan et Francine sont excédés du comportement d'enfant gâté de Steve...                                       |    | |                                |                               |                    |               |          |
| 161 | 9  | Vision : Impossible                                                                                               | Pam Cooke et Valerie Fletcher  | Ali Waller                    | 5 janvier 2014     | 8AJN10        | 5,03     |
| Après un accident, Roger se découvre des pouvoirs surnaturels...                                                                                |    | |                                |                               |                    |               |          |
| 162 | 10 | Familyland | Joe Daniello                   | Joe Chandler et Nic Wegener   | 12 janvier 2014    | 8AJN09        | 4,47     |
| Les Smith partent en week-end dans un parc d'attractions, Familyland...                                                                         |    | |                                |                               |                    |               |          |
| 163 | 11 | Somnamboulet (Le combat des Stan) Cock of the Sleepwalk                                                           | Shawn Murray                   | Brian Boyle                   | 26 janvier 2014    | 8AJN12        | 3,30     |
| À la suite de son 100e meurtre, Stan devient insomniaque...                                                                                     |    | |                                |                               |                    |               |          |
| 164 | 12 | Les coquines hôtesses de l'air (Hôtesses de l'air à la rescousse) Introducing the Naughty Stewardesses            | Josue Cervantes                | Judah Miller                  | 16 mars 2014       | 8AJN13        | 2,71     |
| Stan et Francine rencontrent un groupe d'hotesses de l'air, les Naughty Stewardesses...                                                         |    | |                                |                               |                    |               |          |
| 165 | 13 | Mémoire virtuelle (Hitler, zombies et holodeck) I Ain't No Holodeck Boy                                           | Jansen Yee                     | Matt McKenna                  | 23 mars 2014       | 8AJN16        | 2,70     |
| Stan est excédé de voir Steve passer ses journées devant des jeux vidéo...                                                                      |    | |                                |                               |                    |               |          |
| 166 | 14 | Un Stanley nommé désir (Stan prend la pilule) Stan Goes on the Pill                                               | Chris Bennett                  | Brett Cawley et Robert Maitia | 30 mars 2014       | 8AJN14        | 2,79     |
| Francine est excédée de constater que Stan ne l'écoute pas. Klauss et Roger vont tenter de créer leur propre business...                        |    | |                                |                               |                    |               |          |
| 167 | 15 | Gauche toute (À bas le capitalisme) Honey, I'm Homeland                                                           | Tim Parsons et Jennifer Graves | Dan Vebber                    | 6 avril 2014       | 8AJN11        | 2,68     |
| Stan a pour mission de s'infiltrer dans une manifestation anti-captialiste...                                                                   |    | |                                |                               |                    |               |          |
| 168 | 16 | Les secrets coulent à flots (Elle devrait survivre) She Swill Survive                                             | Chris Bennett                  | Rick Singer                   | 13 avril 2014      | 8AJN06        | 2,36     |
| Hayley travaille comme serveuse dans le bar de Roger pour prouver à Stan qu'elle est capable d'être indépendante...                             |    | |                                |                               |                    |               |          |
| 169 | 17 | Les mateurs (Un pro du voyeuring) Rubberneckers                                                                   | Rodney Clouden                 | Joe Chandler et Nic Wegener   | 27 avril 2014      | 8AJN15        | 2,40     |
| Stan se fait griller par Francine en train de mater une autre fille...                                                                          |    | |                                |                               |                    |               |          |
| 170 | 18 | Dossiers sensibles (Dossier permanent modifiable) Permanent Record Wrecker                                        | Tim Parsons et Jennifer Graves | Brian Boyle                   | 4 mai 2014         | 8AJN19        | 2,51     |
| Stan est contraint de trouver un autre travail après s'être fait viré de la CIA. Roger parie qu'il peut apprendre la guitare en une semaine...  |    | |                                |                               |                    |               |          |
| 171 | 19 | Un journal pas banal (Actu-Elle, avec Geneviève Vavance) News Glance with Genevieve Vavance                       | Shawn Murray                   | Ali Waller                    | 11 mai 2014        | 8AJN20        | 2,40     |
| Steve et Hayley organisent le kidnapping de Steve...                                                                                            |    | |                                |                               |                    |               |          |
| 172 | 20 | Relation très longue distance (Relation à très longue distance) The Longest Distance Relationship                 | Pam Cooke et Valerie Fletcher  | Jordan Blum et Parker Deay    | 18 mai 2014        | 8AJN18        | 2,36     |
| Un an après que Jeff ait quitté la Terre, Hayley est toujours déprimée. Une rencontre va toutefois l'aider à sortir la tête de l'eau...         |    | |                                |                               |                    |               |          |